# Sköllersta
Sköllersta is een plaats in de gemeente Hallsberg in het landschap Närke en de provincie Örebro län in Zweden. De plaats heeft 1103 inwoners (2005) en een oppervlakte van 161 hectare.

## Verkeer en vervoer
Bij de plaats lopen de Riksväg 51 en Riksväg 52.